# Júlia Peraire i Ricarte
Júlia Peraire i Ricarte   (Barcelona, 30 de juny de 1888 - Barcelona, 18 de gener de 1941) fou una venedora ambulant de flors i loteria, després model pictòrica i amant del pintor Ramon Casas des de 1905; casada amb ell des de 1922, apareix en més d’un centenar de dibuixos, gravats i quadres d’aquest artista.

## Orígens familiars
Era filla de Marc Peraire Yglesias, natural d'Avià (Barcelona), de professió «empleado de consums» –sembla que havia estat veterinari i director de l'escorxador de Sant Martí de Provençals–, i de María Ricarte Moreno, natural de Lerín (Navarra), que constituïren una família de tradició republicana i lliurepensadora.
Els noms que van posar a les filles mostren preferència per noms no catòlics, de la tradició clàssica o bé relacionats amb el feminisme i el lliure pensament. Els que consten al registre civil per a Júlia, la tercera de les filles, són els de Júnia i Victòria, tot i que sempre l'anomenaren Júlia; i el de les seves germanes, Emília Lluciana, Purificació, Salut Florinda Lícia i Flora Perpètua.
La mort prematura del pare va fer que la mare i les noies haguessin de buscar-se la manera de guanyar-se la vida i ho van fer dedicant-se a la venda ambulant. Sembla que deixaren Sant Martí de Provençals per anar a viure primer a Ciutat Vella i més endavant a Sant Gervasi. Lluny de convencionalismes visqué també Júlia Peraire durant tota la vida, mostrant-se indiferent i deslligada dels prejudicis de l’època i de la societat burgesa de Barcelona, que sempre la va ignorar.

## Júlia Peraire i Ramon Casas
Júlia Peraire voltava pels cafès de la Plaça de Catalunya de Barcelona, a la cantonada amb La Rambla, gairebé al davant del Cafè Continental, com a venedora de flors i bitlletaire de loteria. Quan es conegueren, a la terrassa de la Maison Dorée, la noia tenia disset anys i Ramon Casas, 39.
Les primeres obres conegudes en què ella va fer de model per a Casas són dibuixos al carbonet. El dibuix per al cartell del Sabó Fluid Gorgot, de 1905, mostra el perfil dret de la jove, amb vestit de seda, mentre que el dibuix per a l’Àlbum de pintors catalans dedicat a SM el Rei Alfons XIII pels monàrquics de Barcelona, de 1906, mostra el seu perfil esquerre.
L’obra més coneguda en què apareix és l’anomenada La sargantain (1907), títol que s'atribueix a Miquel Utrillo. El groc llampant de la roba amb què s'embolcalla recorda el que fa servir El Greco per al seu quadre Les llàgrimes de Sant Pere. Aquest oli i Flora (1906) són les dues primeres obres representant Júlia que s'exhibiren en públic. Fou en la V Exposició Internacional d’Art de Barcelona, en què La sargantain guanyà el premi que concedia el Cercle del Liceu i el quadre fou adquirit per aquesta entitat.
En l’obra de Casas Júlia Peraire hi apareix representada en més d’un centenar d’olis, dibuixos a llapis, al carbó, fins i tot aquarel·les, cromolitografies, fototípies, quadres i plafons, posters i cartells publicitaris o portades de revista. En els retrats de Júlia Peraire que Casas va fer, és impossible no percebre la complicitat entre model i pintor, que es va transformant a través del temps, després d'un començament esclatant. La veiem en tota classe de versions, com a Júlia, Rosarito, Violette, Trini, Pandora, com a venedora de flors, monja, cordovesa, gran dama burgesa, escultura romana, deessa i musa. Es mostra vestida amb una simple túnica, amb mantó, mantellina, torera, amb robes còmodes i modernes, o riques i luxoses, amb abric, barret i boà. Casas va pintar Júlia Peraire a Maricel (Sitges), al Monestir de Sant Benet de Bages, a la casa de Sant Gervasi, amb els colors, el record i l’aire dels grans pintors del passat o coetanis: El Greco, Tintoretto, Thomas Lawrence, Ingres, Sargent, Ticià, Helleu, Whistler, Rossetti o Velázquez.

## Rebuig de la bona societat
La família de Casas, en concret, i també molts dels seus amics i coneguts la rebutjaren o fins menystingueren sempre, potser perquè havia estat el detonant per trencar una relació anterior més convencional i d'un estatus social considerat més adient i també perquè la moral puritana i classista imperant en la classe burgesa els portava a allunyar-se'n. També s'atribuí a Peraire un suposat declivi de l'art de Casas a partir de la dècada de 1910, just quan començava a viure amb ella. Ramon Casas mantingué Júlia apartada del seu cercle familiar i, en part, del cercle d'amistats. Un cop morta la seva mare, al novembre de 1912, la parella s'instal·là en una casa del carrer de Descartes, número 1, de Barcelona. Es casaren anys després, el 28 de setembre de 1922. a l'església de la Bonanova de Sant Gervasi.
La presència de Júlia Peraire va ser sempre inexistent per a la premsa i la bona societat barcelonina, una ignorància que sembla que Júlia acceptava indiferent. El seu nom no constava en el títol de cap quadre i en les primeres biografies de Casas (Jordà, 1931), la persona de Júlia Peraire ni s'esmentava. No és fins a l'octubre de 1932, amb motiu d'una exposició a les Galeries Laietanes d'homenatge pòstum al pintor, que és possible trobar a la premsa una referència a «la senyora Casas» com a protagonista d'un retrat.

## Reparació
A començaments del segle XXI s'ha reivindicat la persona de Júlia Peraire i s'hi han dedicat exposicions i estudis, que restauren i normalitzen la importància del personatge i la restitueixen al lloc que li correspon. L’any 2016, amb motiu de la celebració de l’any Casas, dirigit per Vinyet Panyella, es va fer una exposició comissariada per Isabel Coll Mirabent, al Cercle del Liceu de Barcelona, Júlia, el desig, en la qual es presentaven totes les obres del pintor en què apareix, entre 1907 i 1932, que passen del centenar.

## Recreacions
El 2017 es publicà una novel·la que recrea la persona de Júlia Peraireː La mirada de la sargantana, de Roger Bastida. Amb materials històrics i altres de ficció, l'obra relata la relació d'aquella noia venedora de flors i loteria a la Plaça de Catalunya i Ramon Casas, “el pintor més sol·licitat de tot el país”. I és una oportunitat per veure, des dels ulls de Júlia Peraire com a protagonista, aquella Barcelona modernista de començaments de segle XX i una societat en què les diferències de classe configuraven dos mons ben delimitats.

## Galeria

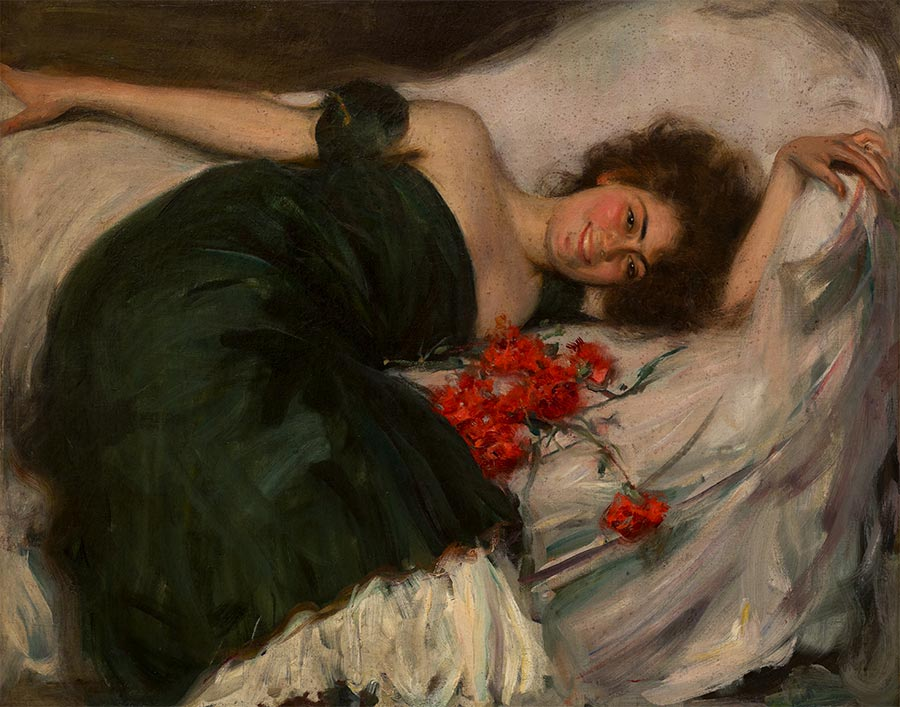
La Flora, 1906, Museo Nacional de Bellas Artes de Cuba
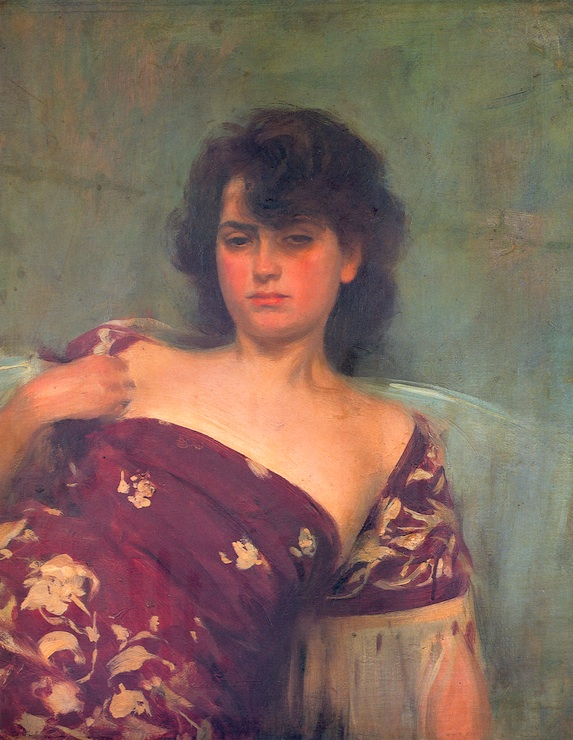
Júlia en grana, 1906, Col. Círculo Ecustre
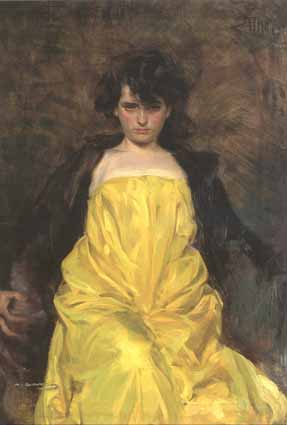
La Sargantain, 1907, Col. Cercle del Liceu
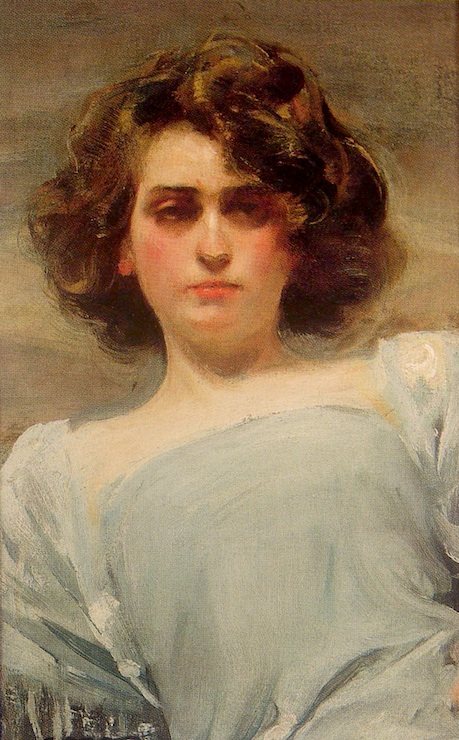
Júlia en blau, 1908, Col. privada
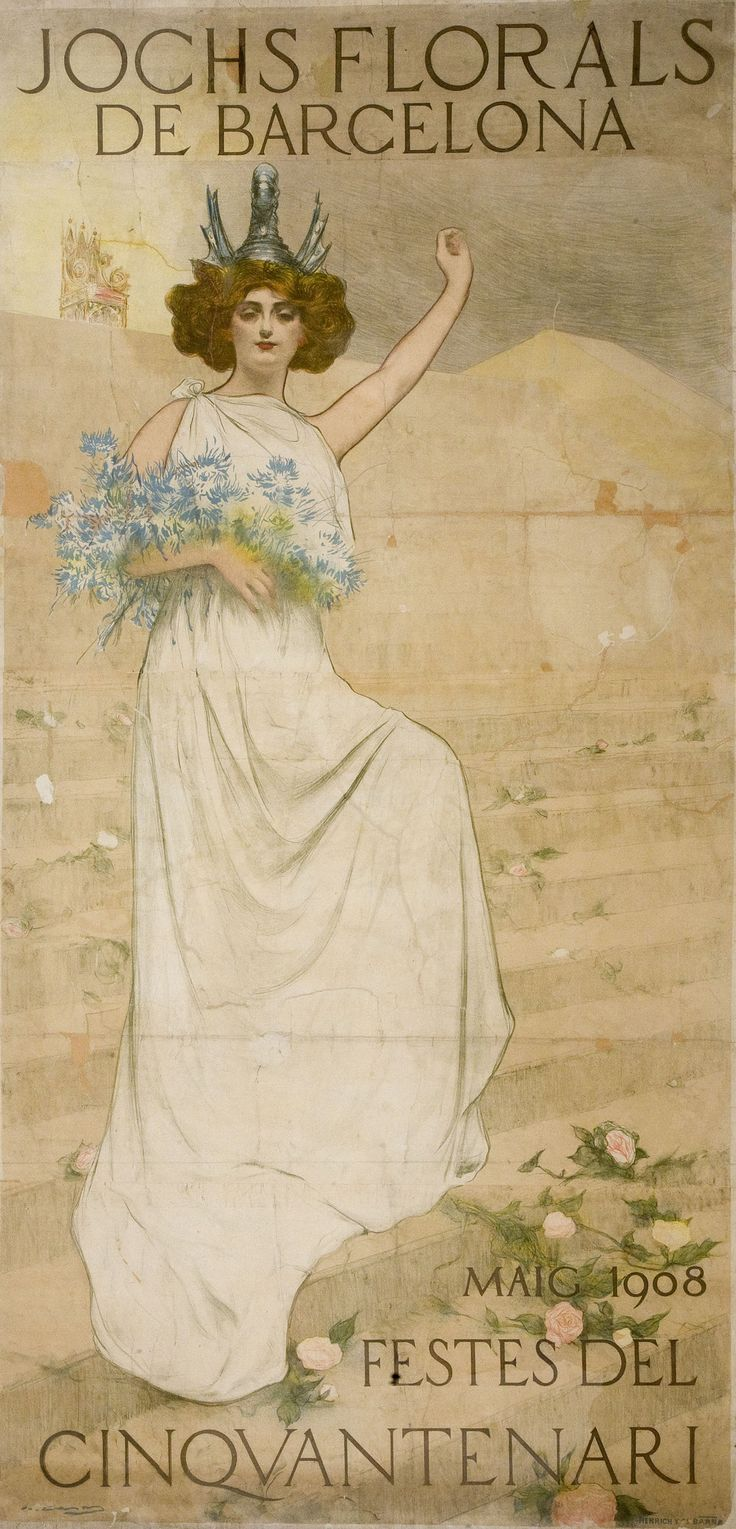
Cartell litografia. Festes del cinquantenari dels Jochs Florals, 1908
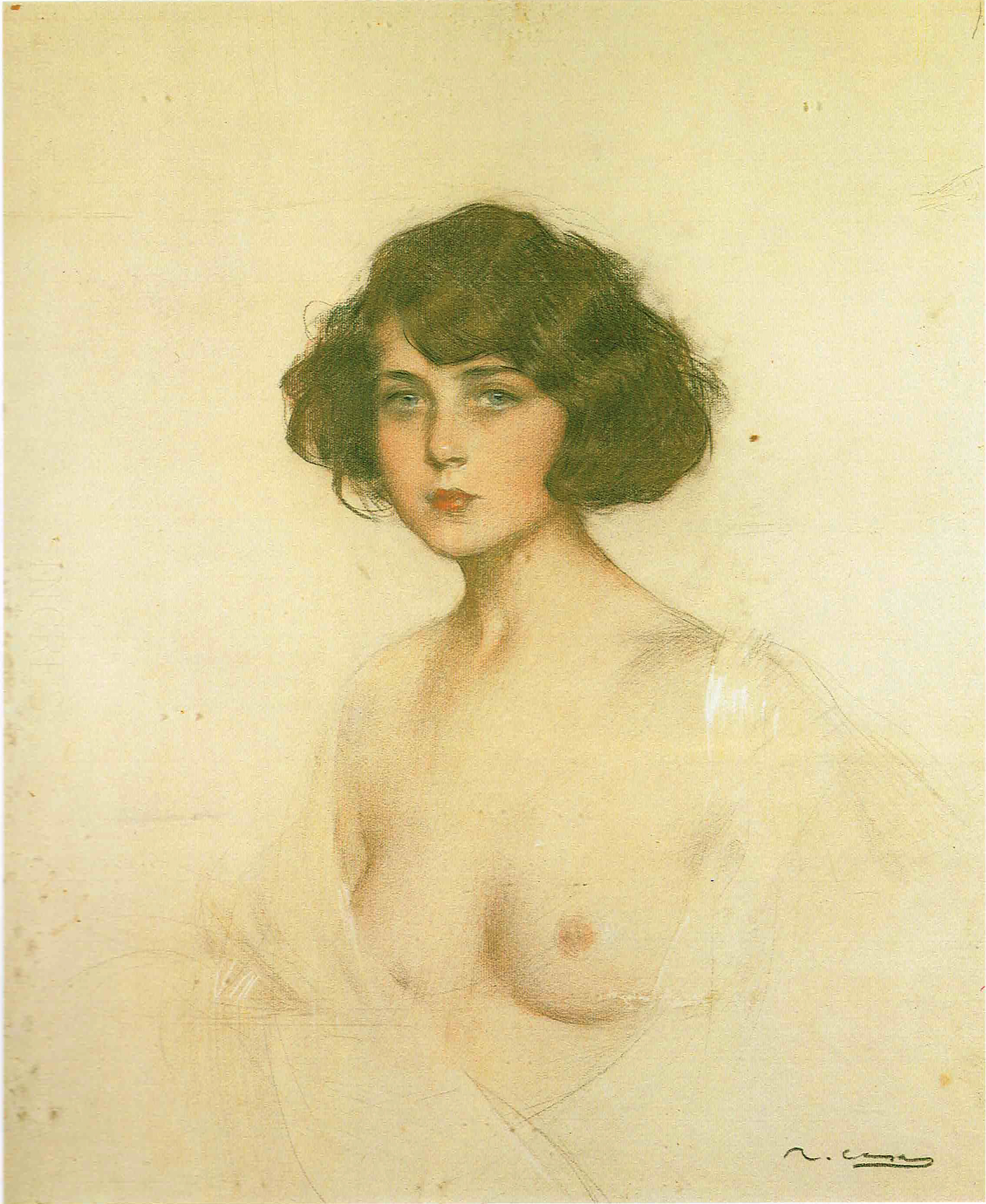
Júlia, 1911 (carbó i llapis) Col. Godia
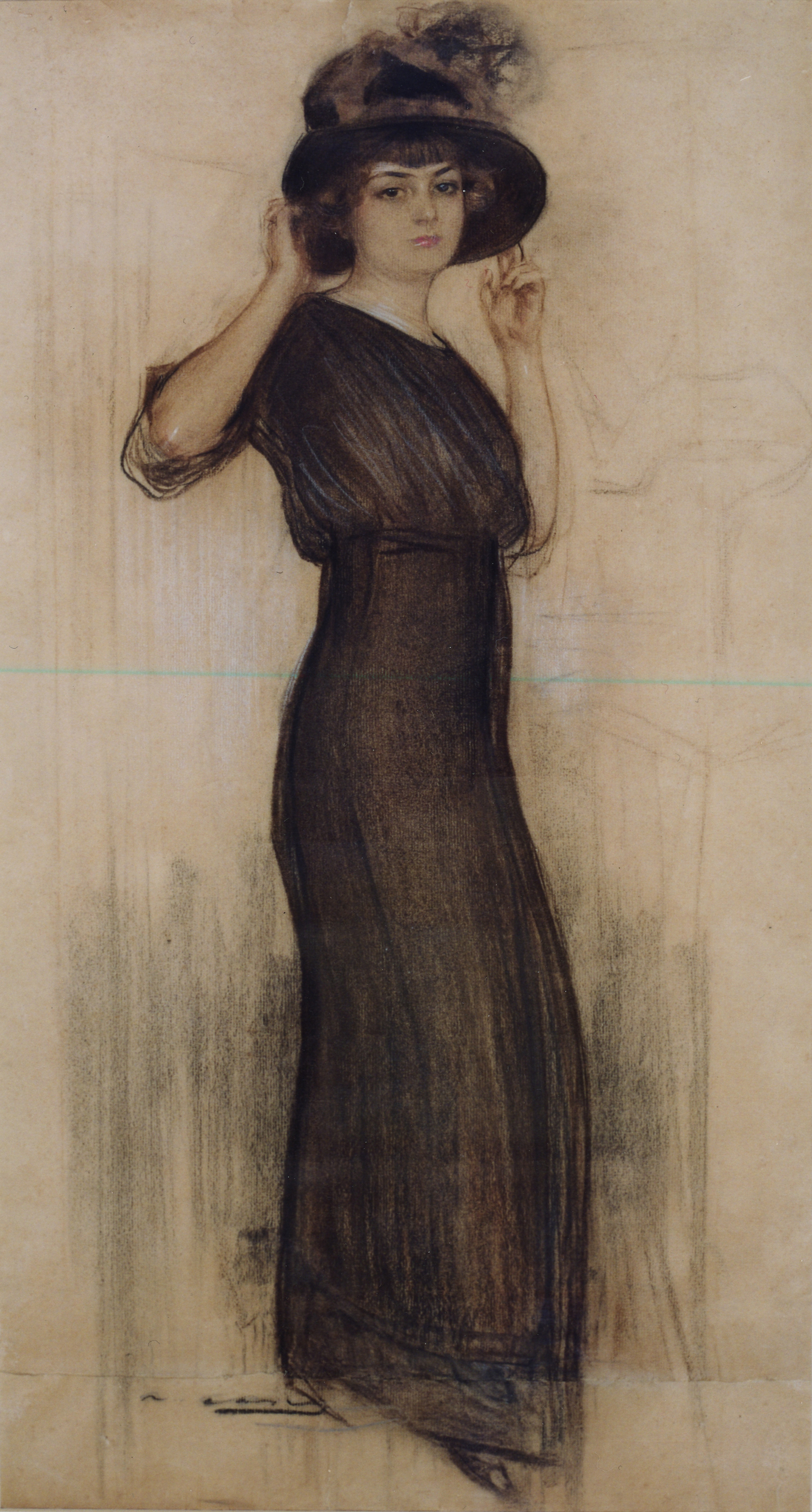
Júlia amb barret, 1914, (carbó i llapis), Col priv.
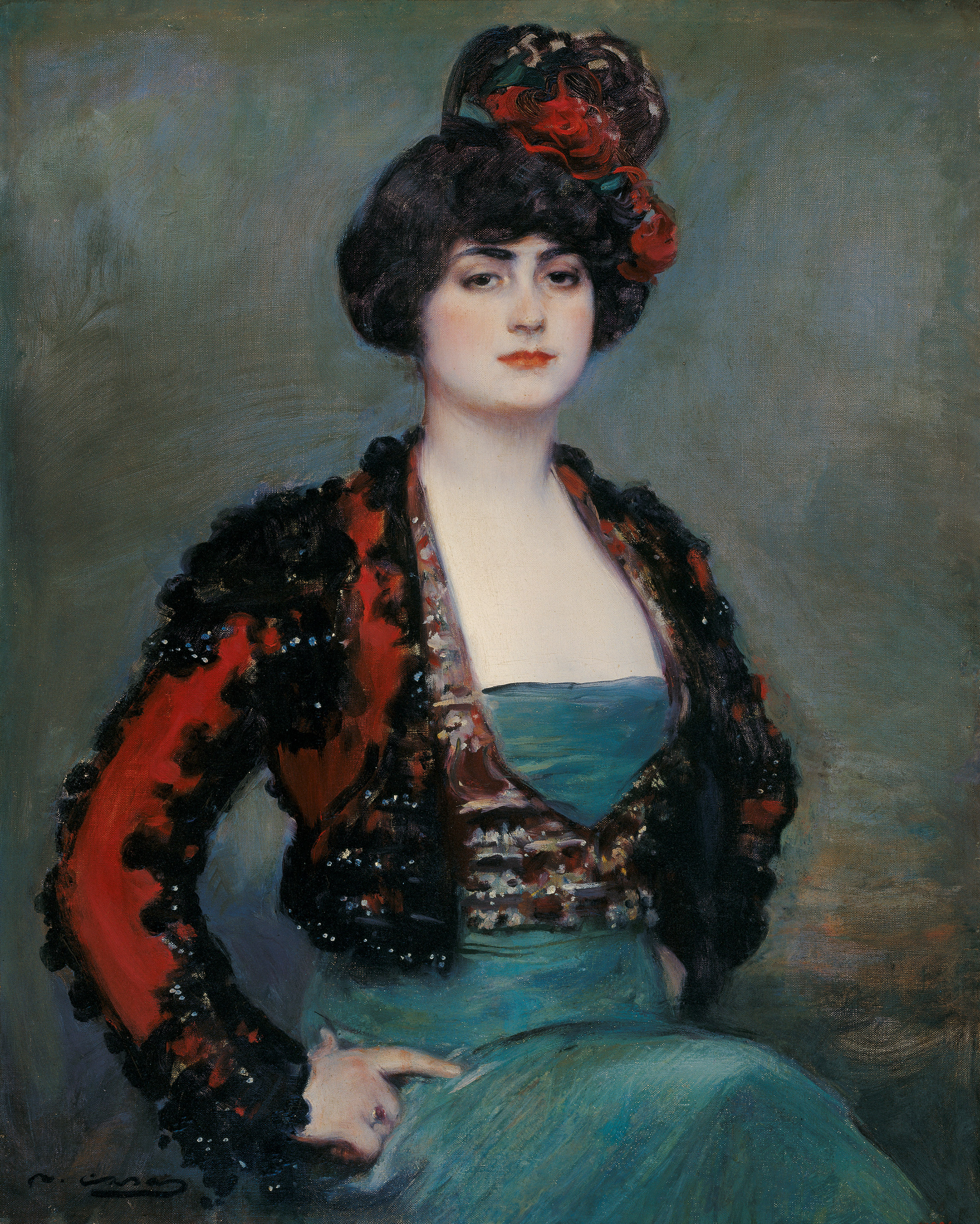
Júlia amb torera, 1915, Museu C. Thyssen de Màlaga
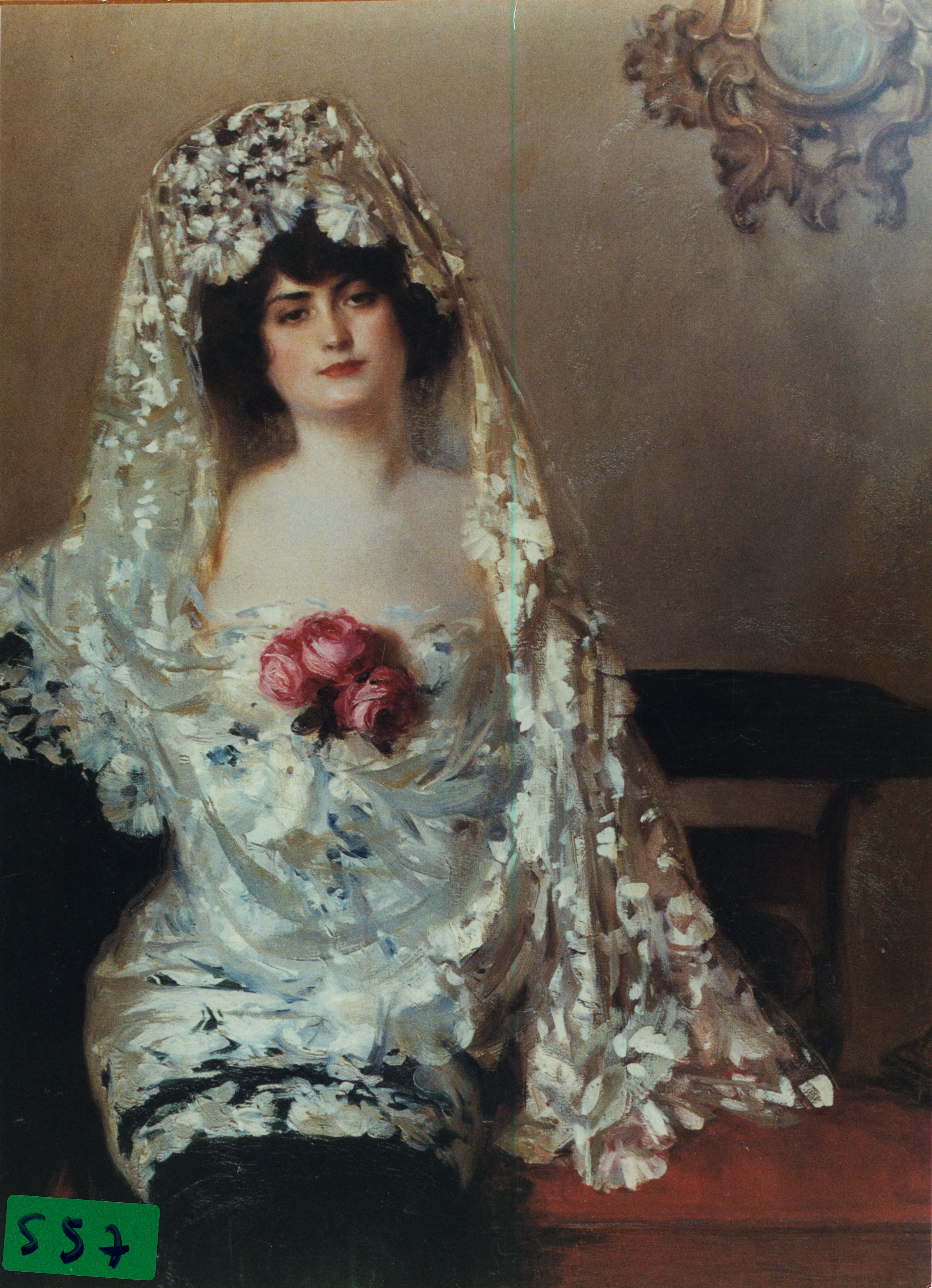
Júlia amb mantellina blanca, 1914, Col. privada
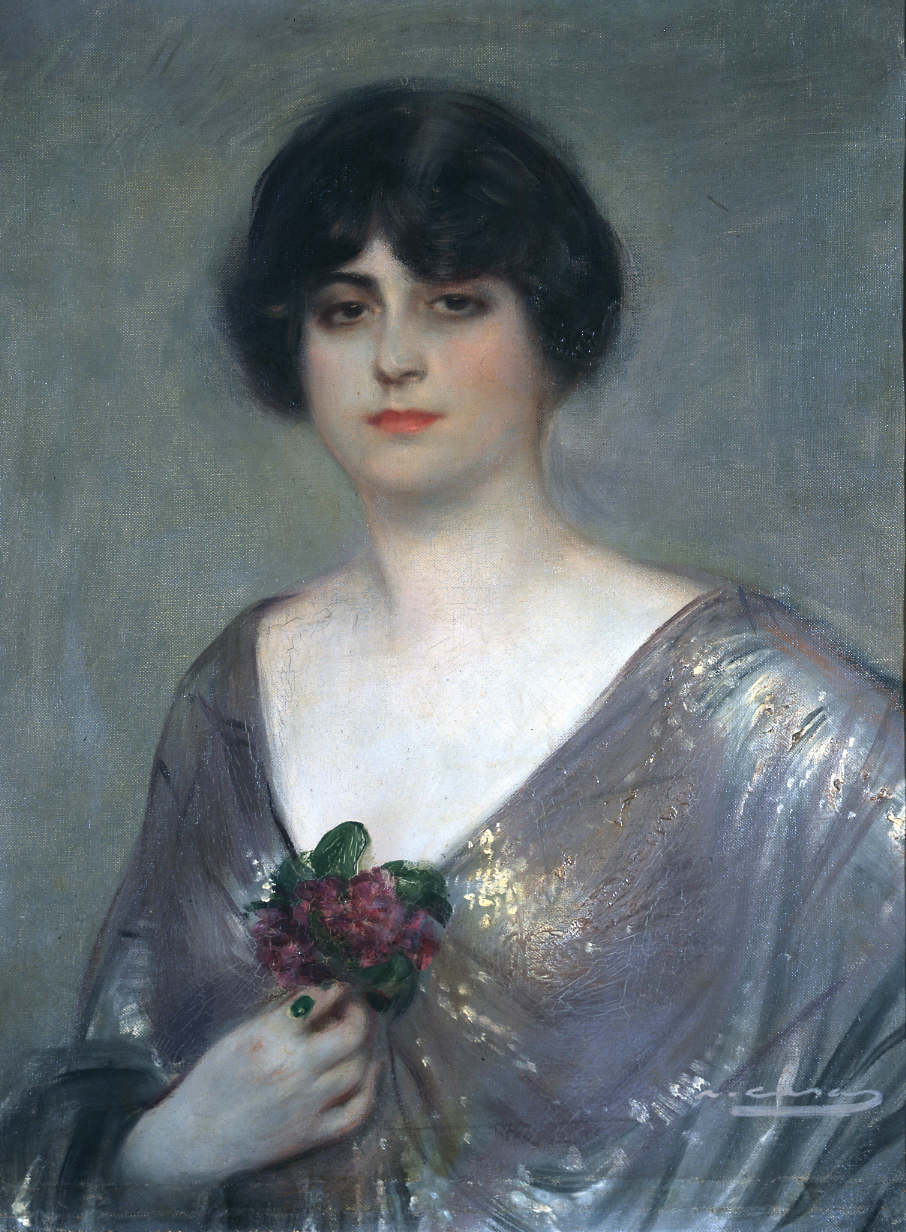
Violette, 1915, Col. privada
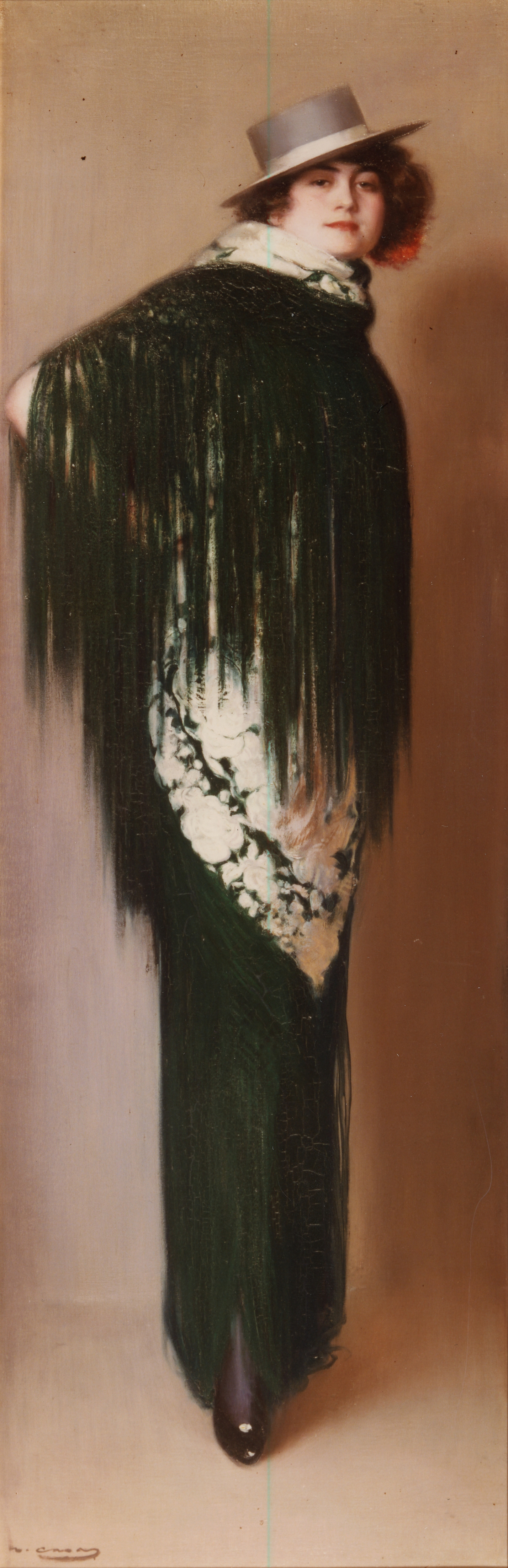
Cordovesa (Consuelo), 1915, Col. Privada
La Trini, 1916, MNAC
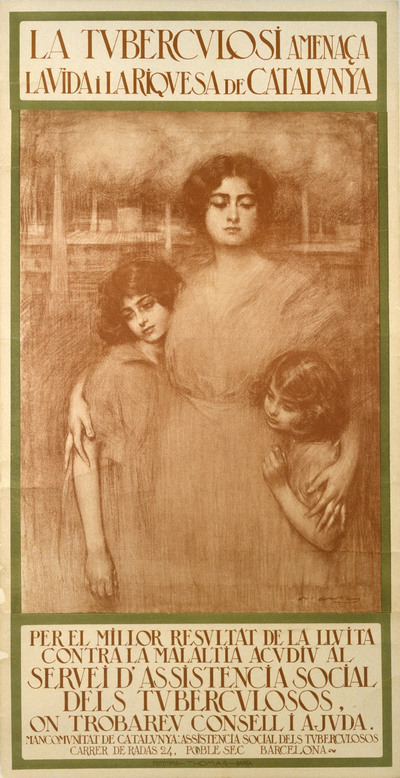
La tuberculosi amenaça la vida i riquesa de Catalunya. Litografia, 1922, Col. Marc Martí
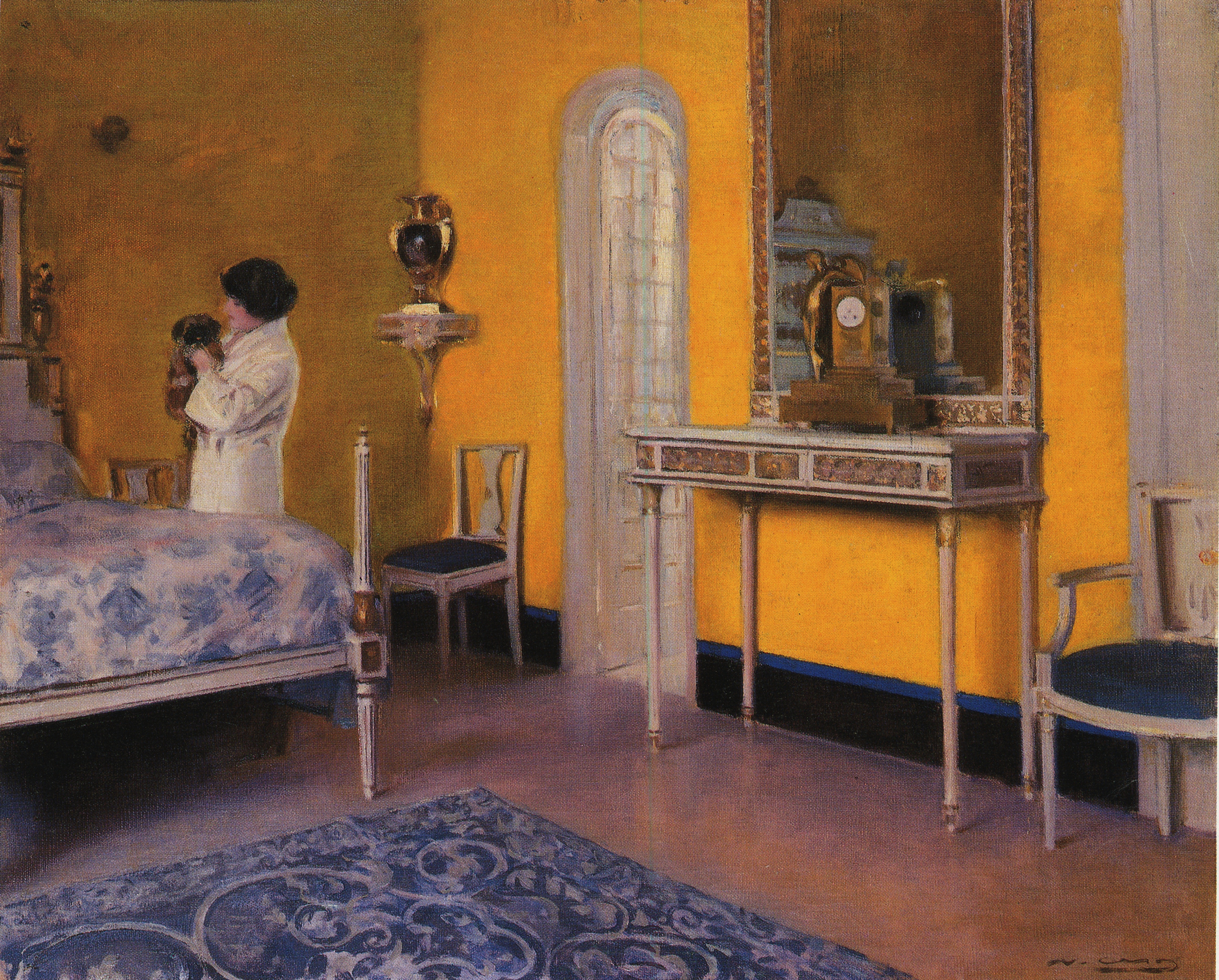
Interior (Maricel), 1923, Fundació BBVA
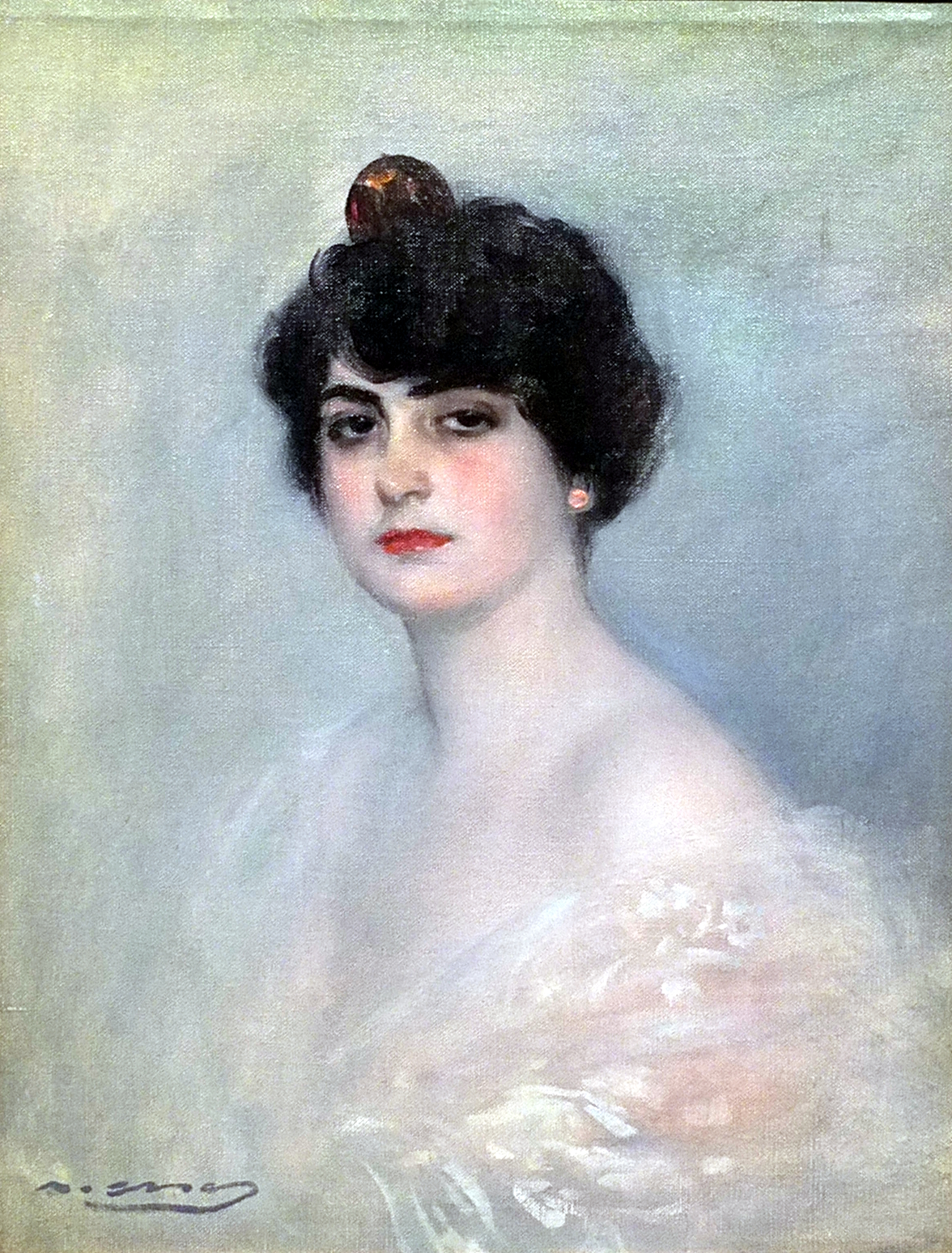
Júlia, 1925, Museu de Montserrat